# Radanovići (Kiseljak, BiH)
Radanovići su naseljeno mjesto u općini Kiseljak, Federacija Bosne i Hercegovine, BiH.

## Stanovništvo

### 1991.
Nacionalni sastav stanovništva 1991. godine, bio je sljedeći:
ukupno: 325
- Muslimani - 270
- Hrvati - 38
- Srbi - 7
- Jugoslaveni - 5
- ostali, neopredijeljeni i nepoznato - 5

### 2013.
Nacionalni sastav stanovništva 2013. godine, bio je sljedeći:
ukupno: 253
- Bošnjaci - 181
- Hrvati - 49
- Srbi - 1
- ostali, neopredijeljeni i nepoznato - 22